# „… man spart sich den Weg nach Venedig“ – Kleine Friedrichstädter Flutgeschichten
„...man spart sich den Weg nach Venedig“ – Kleine Friedrichstädter Flutgeschichten ist ein deutscher Dokumentarfilm von Ralf Kukula und Ray van Zeschau über die Flut der Weißeritz und der Elbe 2002 im Dresdner Stadtteil Friedrichstadt.
Der Film hatte seine Premiere 2002 im Dresdner Kulturverein riesa efau.

## Handlung
Der Film beginnt mit den Aufnahmen von Ray van Zeschaus Automonteur Hartmut Pausch, der frühmorgens aus dem Fenster schaut, die von der Weißeritz überflutete Straße erblickt und feststellt, dass er heut Geburtstag hat und den titelgebenden Satz prägt „… man spart sich den Weg nach Venedig“. Die zehn Interviews, allen voran das der 75-jährigen Christa Heisig, die während der Flut siebenmal evakuiert wurde, wird umrahmt von Aufnahmen Ray van Zeschaus und denen der Anwohner, die die Situation von der Weißeritzflut in der Nacht zum 13. August, bis zu den Aufräumarbeiten nach dem Rückzug des Elbehochwassers eine Woche später illustrieren. Die Doku zeigt die tragikomische Seite einer unerwartet hereingebrochenen Naturkatastrophe, von Steffen Knopek, der ein kleines Designstudio im Erdgeschoss hatte, bis zu seinem Vermieter Frank Sollondz, der im Keller die Stasi-Vergangenheit seines Hauses entdeckt. Familie Förster organisierte die Suppenküche auf der Straße, und Michael Eckstein riskierte mit seiner Mannschaft per NVA-Schlauchboot Leib und Leben, um Freunden Lebensmittel und andere lebenswichtige Dinge zu bringen. Zurückblickend resümiert Claus Junghans am Stammtisch der Kneipe „Zausel“ auf der Wachsbleichstraße: „Auf einer Seite war es lustig. Auf der anderen war’s Scheiße gewesen. Wenn du gar nichts verlierst, ist es ok. Dann war es mal ein Erlebnis. Wenn’s dich selbst betrifft, dann ist es schon richtig Scheiße. Meinen Garten hab ich für 100 Euro verkauft. Als Wassergrundstück. Ich hatte keine Lust mehr …“ Musikalisch wurde das Ganze umrahmt von Jens Gouthier.

## Entstehung
Am 13. August 2002 begann der Dresdner Musiker, Fotograf und Filmemacher Ray van Zeschau, die Ereignisse des Hochwassers der Weißeritz und der Elbe 2002 in seinem damaligen Viertel, der Dresdner Friedrichstadt, zu dokumentieren. Dank persönlicher Kontakte innerhalb des Viertels konnte er weiteres Videomaterial von Anwohnern zusammentragen, das er seinem Freund Ralf Kukula zeigte, dessen Filmfirma Balance Film ebenfalls ihren Sitz in der Friedrichstadt hatte. Kukula entwickelte die Idee, daraus einen Dokumentarfilm zu kreieren, unter Einbindung von Interviews und Erlebnisberichten eines breit gefächerten Spektrums der Friedrichstädter.

## DVD-Veröffentlichung
- „… man spart sich den Weg nach Venedig“ – Kleine Friedrichstädter Flutgeschichten Balance Film, Strandard63